# John W. Bonner

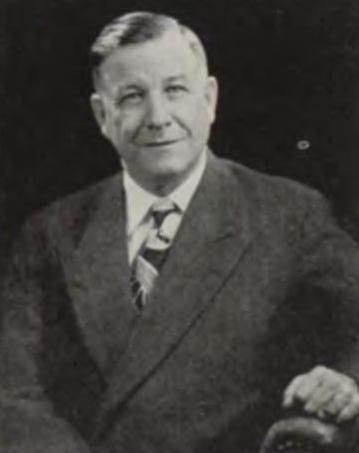
John W. Bonner

John Woodrow Bonner (16 de julho de 1902 - 28 de março de 1970) foi um advogado e Governador de de Montana.
Bonner nasceu em Butte, Montana.